# Goodview
Goodview – miasto w Stanach Zjednoczonych, w stanie Minnesota, w hrabstwie Winona.